# یس هو
یس هو (دانمارکی: Jes Høgh؛ زادهٔ ۷ مهٔ ۱۹۶۶) بازیکن فوتبال اهل دانمارک بود.
از باشگاه‌هایی که در آن بازی کرده‌است می‌توان به باشگاه فوتبال بروندبی، باشگاه فوتبال فنرباغچه، باشگاه فوتبال چلسی، و باشگاه فوتبال اوبی اشاره کرد.
وی همچنین در تیم ملی فوتبال دانمارک بازی کرده‌است.